# 채건
채건(본명 : 안진우, 1982년 1월 12일 ~ 현재)은 대한민국의 가수이다. 에어 라이즈로 활동했다.

## 학력
- 서울북공업고등학교
- 서울예술대학

## 기본 정보
- 신체 : 182cm, 69kg
- 혈액형 : O형
- 종교 : 불교

## 예능
- SBS 리얼로망스 《연애편지》 (2005년)
- MBC 무한도전 시즌1 4회 2005년